# العلاقات الكازاخستانية المنغولية
العلاقات الكازاخستانية المنغولية هي العلاقات الثنائية التي تجمع بين كازاخستان ومنغوليا.

## مقارنة بين البلدين
هذه مقارنة عامة ومرجعية للدولتين:
| وجه المقارنة                                              | كازاخستان                      | منغوليا         |
| --------------------------------------------------------- | ------------------------------ | --------------- |
| المساحة (كم2)                                             | 2.72 مليون                     | 1.57 مليون      |
| عدد السكان (نسمة)                                         | 17.95 مليون                    | 3.08 مليون      |
| الكثافة السكانية (ن./كم²)                                 | 6.6                            | 1.96            |
| العاصمة                                                   | نور سلطان                      | أولان باتور     |
| اللغة الرسمية                                             | اللغة القازاقية، اللغة الروسية | اللغة المنغولية |
| العملة                                                    | تينغ كازاخستاني                | توغروغ منغولي   |
| الناتج المحلي الإجمالي (بليون دولار)                      | 159.41 مليار                   | 11.49 مليار     |
| الناتج المحلي الإجمالي (تعادل القوة الشرائية) بليون دولار | 439.39 مليار                   | 36.16 مليار     |
| الناتج المحلي الإجمالي الاسمي للفرد دولار أمريكي          | 10.51 ألف                      | 3.97 ألف        |
| الناتج المحلي الإجمالي للفرد دولار أمريكي                 | 24.23 ألف                      | 11.95 ألف       |
| مؤشر التنمية البشرية                                      | 0.788                          | 0.727           |
| رمز المكالمات الدولي                                      | +7                             | +976            |
| رمز الإنترنت                                              | .kz، .қаз ‏                     | .mn             |
| المنطقة الزمنية                                           | ت ع م+05:00، ت ع م+06:00       | ت ع م+08:00     |

## منظمات دولية مشتركة
يشترك البلدان في عضوية مجموعة من المنظمات الدولية، منها:
| علم المنظمة | اسم المنظمة                               | تاريخ انضمام كازاخستان | تاريخ انضمام منغوليا |
| ----------- | ----------------------------------------- | ---------------------- | -------------------- |
|             | الاتحاد البريدي العالمي                   | ?                      | ?                    |
|             | بنك التنمية الآسيوي                       | 1994                   | 1991                 |
|             | يونسكو                                    | 22 مايو 1992           | 1 نوفمبر 1962        |
|             | البنك الدولي للإنشاء والتعمير             | 23 يوليو 1992          | 14 فبراير 1991       |
|             | وكالة ضمان الاستثمار متعدد الأطراف        | 12 أغسطس 1993          | 21 يناير 1999        |
|             | الاتحاد الدولي للاتصالات                  | 23 فبراير 1993         | 27 أغسطس 1964        |
|             | منظمة الشرطة الجنائية الدولية             | ?                      | ?                    |
|             | مؤسسة التمويل الدولية                     | 30 سبتمبر 1993         | 14 فبراير 1991       |
|             | الأمم المتحدة                             | 2 مارس 1992            | 27 أكتوبر 1961       |
|             | منظمة الأمن والتعاون في أوروبا            | 30 يناير 1992          | 21 نوفمبر 2012       |
|             | مؤسسة التنمية الدولية                     | 23 يوليو 1992          | 14 فبراير 1991       |
|             | الفريق المعني برصد الأرض                  | ?                      | ?                    |
|             | منظمة حظر الأسلحة الكيميائية              | ?                      | ?                    |
|             | المركز الدولي لتسوية المنازعات الاستشارية | 21 أكتوبر 2000         | 14 يوليو 1991        |

## وصلات خارجية
- موقع وزارة الخارجية الكازاخستانية
- موقع وزارة الخارجية المنغولية